# William Grant Still
William Grant Still   (Woodville, 11 de maig de 1895 - Los Angeles, 3 de desembre de 1978) fou un compositor estatunidenc de prop de 200 obres, incloent cinc simfonies i nou òperes.
Sovint es coneix com el "degà de compositors afroamericans", Still va ser el primer compositor estatunidenc a tenir una òpera produïda per l'òpera de la ciutat de Nova York. Encara és conegut principalment per la seva primera simfonia, la simfonia afroamericana, que va ser fins al 1950 la simfonia composta per un estatunidenc més interpretada.

## Biografia
Nascut a Mississipi, va créixer a Little Rock, a Arkansas, va assistir a la "Wilberforce University" i al "Oberlin Conservatory of Music", i va ser estudiant de George Whitefield Chadwick i més tard d'Edgard Varèse.
Cal destacar que Still va ser el primer afroamericà a dirigir una gran orquestra simfònica estatunidenca, el primer de compondre una simfonia interpretada per una orquestra capdavantera, el primer de tenir una òpera interpretada per una companyia d'òpera important i el primer de fer una òpera a la televisió nacional.
A causa de la seva estreta associació i col·laboració amb destacades figures literàries i culturals afroamericanes, Still es considera part del moviment (Harlem Renaissance) Renaixement de Harlem.